# Laurence Peter
Laurence J. Peter (Vancouver, 16 settembre 1919 – Palos Verdes, 12 gennaio 1990) è stato uno psicologo canadese naturalizzato statunitense, conosciuto principalmente per aver formulato il principio di incompetenza (detto anche principio di Peter).

## Biografia
Iniziò la sua carriera di docente nel 1941 in Canada. Trasferitosi negli Stati Uniti d'America, nel 1963 conseguì il dottorato in educazione presso l'Università statale del Washington. L'anno successivo la University of Southern California lo assunse come professore associato e coordinatore di un programma rivolto ai ragazzi con disturbi emotivi. In California assunse anche la carica di direttore del Evelyn Frieden Centre for Prescriptive Teaching.
Dal 1985 al 1990, anno della sua morte, è stato coinvolto nell'organizzazione della Gara di Sculture Cinetiche (Kinetic Sculpture Race) della Contea di Humboldt (California), per la quale ha concepito il premio Dinosauro d'Oro (The Golden Dinosaur Award), trofeo assegnato al primo veicolo che si distrugge completamente dopo la partenza.

## Il principio di Peter
Nel 1969 pubblicò, insieme all'umorista Raymond Hull, il saggio The Peter Principle, al quale deve la sua fama.
Il libro è incentrato sul principio di incompetenza, che evidenzia in chiave satirica il meccanismo della carriera aziendale:
Il principio è un caso speciale della generalizzazione:
Questa teoria generale è stata osservata all'opera dal professor William R. Corcoran durante le sue ricerche relative ai programmi di azioni correttive negli impianti nucleari. Corcoran aveva evidenziato la tendenza ad utilizzare apparati, dimostratisi efficaci per un determinato lavoro, in compiti al di là del loro scopo, che si trattasse di aspirapolvere - al posto di sistemi di aspirazione - per aspirare fumi e sostanze tossiche, oppure uffici amministrativi - al posto di gruppi di lavoro con competenze specifiche - per la redazione dei piani di emergenza.
Peter ha applicato il medesimo principio agli esseri umani.
In un'azienda dotata di una struttura organizzativa gerarchica, vengono promossi gli impiegati in base alla valutazione delle capacità dimostrate nello svolgere il lavoro che stanno facendo.
Finché un impiegato si dimostra in grado di assolvere il suo compito, questi verrà promosso al livello immediatamente superiore, nel quale dovrà assolvere un compito differente. Alla fine del processo, tale impiegato avrà raggiunto il proprio livello di incompetenza, ovvero la condizione in cui non è in grado di svolgere il compito assegnato e di conseguenza non ha più alcuna possibilità di essere promosso, ponendo fine alla propria carriera nell'organizzazione.
L'incompetenza non dipende dal fatto che la posizione gerarchica elevata è legata a compiti più difficili di quelli che l'impiegato è in grado di svolgere, ma più semplicemente perché i compiti sono di natura diversa da quelli svolti in precedenza e richiedono, di conseguenza, esperienze lavorative che l'impiegato solitamente non possiede.
Ad esempio, un operaio tornitore che svolge il suo lavoro in modo eccellente sarà promosso caporeparto, posizione in cui non è più necessaria la bravura a manovrare il tornio ma è indispensabile la capacità di trattare con il personale sottoposto.
Il principio di Peter è stato tradotto e pubblicato da Bompiani nel 1970 e in seguito riproposto da Garzanti nel 1972. Nel 2008 la casa editrice Calypso ha proposto una nuova traduzione, di Andrea Antonini, che ha tuttavia mantenuto - poiché entrate nell'uso - quasi tutte le traduzioni del 1970 per quanto riguarda le categorizzazioni (come "esfoliazione gerarchica", "spinta", ecc.).
Il principio di Peter è stato ristampato di anno in anno negli Stati Uniti e in diversi Paesi europei. Nel 2009 negli Stati Uniti è stata proposta un'edizione del quarantennale.
In seguito, Laurence J. Peter ha scritto degli ulteriori libri sul proprio principio, che non hanno tuttavia avuto lo stesso successo del primo volume.